# The Waltons
The Waltons (em português: Os Waltons) é uma série de televisão dos Estados Unidos da América, criada pelo novelista Earl Hamner Jr., baseada no livro Spencer's Mountain e no filme homônimo de 1963, com Henry Fonda e Maureen O'Hara, produzida entre os anos de 1972 e 1981.
O tema central é a vida de uma família no meio rural do estado da Virginia, entre a Grande Depressão e a Segunda Guerra Mundial. O filme piloto feito para a TV, que foi ao ar em 1971, recebeu o título de The Homecoming: A Christmas Story. A série tem 221 episódios, originalmente exibidos pela CBS. Depois de seu fim, três filmes para a TV foram produzidos em 1982, e três no ano de 1990. Atualmente é apresentada nos canais Hallmark, dos EUA e do Reino Unido.
The Waltons foi produzida pela Lorimar Productions e distribuída pela Warner Bros. Domestic Television Distribution. No Brasil, os primeiros anos foram apresentados pela TV Globo, nas tardes de sábado, com grande sucesso. Em Portugal, passou na RTP, de 1977 até meados dos anos 80. 
Foi adquirida pela Rede Brasil de Televisão, para transmissão na TV aberta brasileira.

## Influências
Earl Hamner viveu sua infância em Schuyler, Virginia. Foi dali que retirou muitas histórias que foram apresentadas em The Waltons. O principal cenário da série era chamado de Montanha Walton. A cidade próxima de Rockfish é mencionada frequentemente no programa, bem como a cidade de Charlottesville, ambas na Virgínia.

## Sinopse

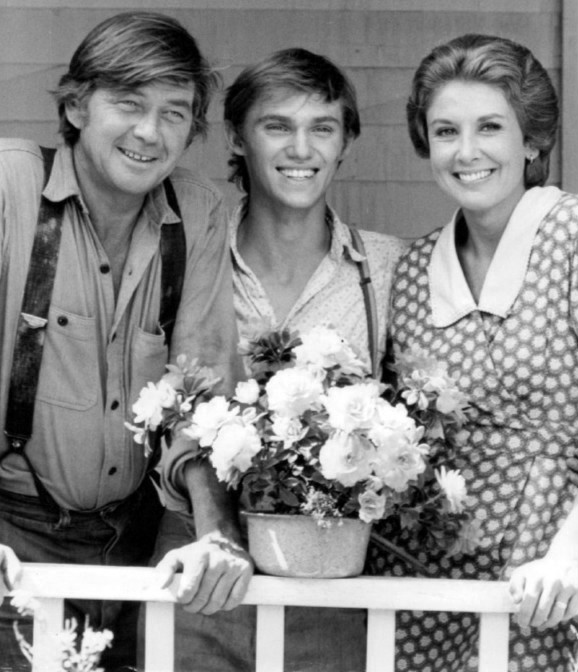
Foto de 1972

Uma família rural americana, constituída pelo casal John e Olivia Walton, seus sete filhos e os pais de John, Zebulon "Zeb" Tyler e Esther Walton, se esforça para viver decentemente durante as crises advindas da Grande Depressão e da Segunda Guerra Mundial.
A história é contada sob o ponto de vista de John Boy, o filho mais velho que aspira se tornar jornalista e novelista. John Walton e seu pai trabalham numa serraria, ajudados pelos filhos. Ocasionalmente, estranhos precisam do apoio da hospitaleira família. A montanha é habitada por numerosos personagens folclóricos, tais como as irmãs Baldwin, que fabricam um tipo de aguardente muito apreciado pelos homens da comunidade, o casal dono do armazém e correio, Ike e Cora Beth Godsey (Uma distante prima, fantasia ser uma refinada dama da sociedade), xerife Ep Bridges, Verdie Foster (uma trabalhadora mulher negra) e o ladrão de galinhas Yancy Tucker.
Na famosa cena que aparece no final de todos os episódios, a casa da família é mostrada à noite, com as luzes apagadas, menos uma janela no andar superior. Ouve-se brevemente as vozes de dois ou mais personagens, comentado na maioria das vezes de forma bem-humorada os fatos narrados no episódio. O encerramento se dá com o famoso "boa noite John Boy".
Após encerrar seus estudos escolares, John Boy entra para a fictícia Universidade Boatwright, de Charlottesville. Ele mais tarde vai para Nova Iorque para trabalhar como jornalista. Richard Thomas, o original John Boy, deixou a série em 1976 para tentar outros papéis (sua despedida da série foi ao ar em 17 de março de 1977). Ele faria duas participações como astro convidado antes que o papel fosse passado para o ator Robert Wightman.
Durante a temporada de 1976-77, a vovó Esther Walton não apareceu porque a atriz Ellen Corby sofreu um AVC, fato que foi trazido para a história da família fictícia. Em meados de 1978, Corby e Will Geer retornam com a Vovó recuperada. Em setembro, foi revelado que o seu marido, o vovô, havia morrido (o ator Will Geer morreu durante o intervalo de verão). Em episódios seguintes, a vovó foi tendo uma dificuldade crescente para se locomover e falar. Nos anos seguintes, muitos dos filhos dos Waltons casaram e começaram suas próprias famílias.
A Segunda Guerra Mundial afetou grandemente a todos. Os quatro filhos homens se alistaram. O marido médico de Mary Ellen, Curtis "Curt" Willard, foi para Pearl Harbor, onde foi dado como morto pelo ataque dos japoneses em 1941. Anos depois, Mary Ellen investiga sua morte e o descobre ainda vivo (interpretado por outro ator), mas ainda com sequelas dos ferimentos e já com outro nome. Foi a última vez que esse personagem apareceu no programa.
O segundo John Boy (Robert Wightman) aparece num episódio chamado "The Waiting", que conta a sua vida como militar e a sua recuperação no hospital. Sua mãe, Olivia (Michael Learned), é voluntária do hospital, depois é acometida de tuberculose e vai para um sanatório no Arizona. A prima dela, Rose Burton (Peggy Rea), se muda para a casa dos Walton para auxiliar a família. Dois anos depois, John, Sr. se muda para o Arizona para ficar perto de Olivia.

## Elenco

### Principais personagens
- John Walton, Sr.

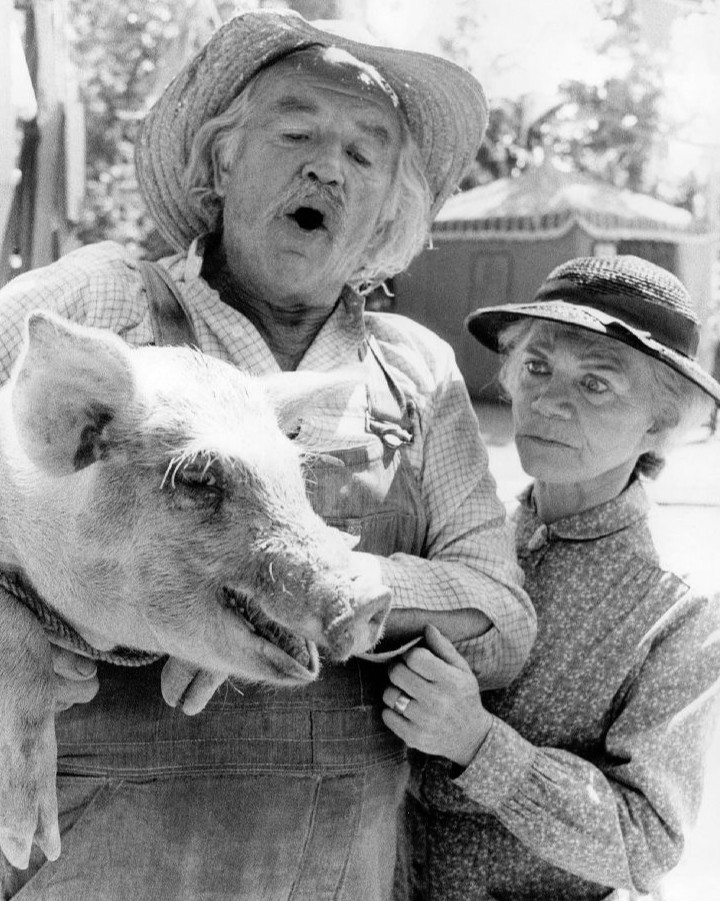
Vovô e vovó Walton, personagens marcantes da série

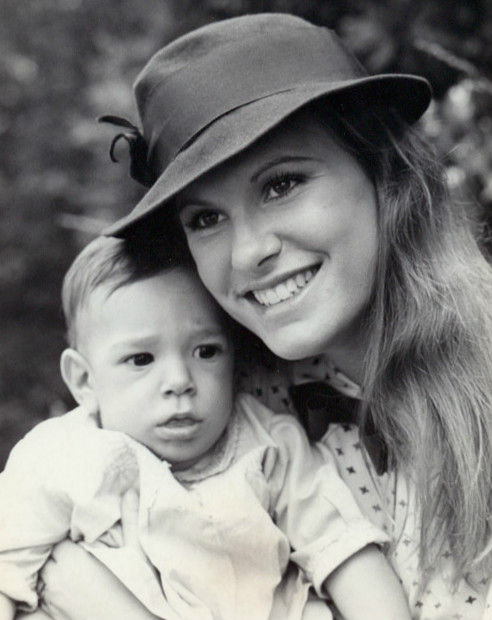
Judy Norton-Taylor como Mary Ellen Walton em foto de 1977

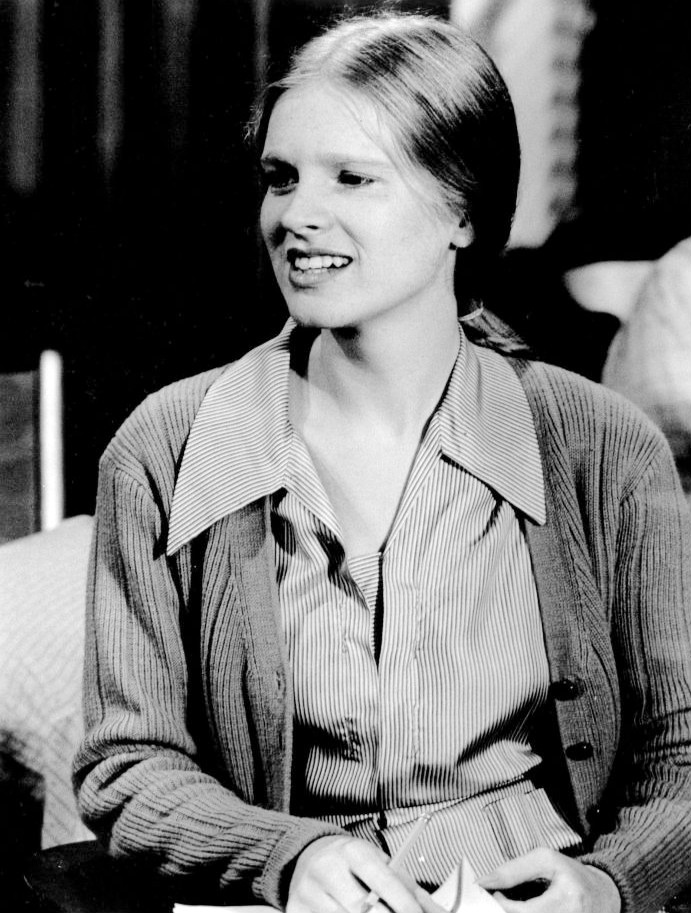
Kathy Cronkite estreou na carreira artística como atriz convidada em episódio de 1975

  - Atores: Ralph Waite (temporadas 1–9), Andrew Duggan (filme piloto)
  - Características: O patriarca da família, John é um trabalhador dono de uma serraria de uma comunidade tipicamente rural. Normalmente ele é mostrado com um bom e sábio homem, mas é também teimoso, impetuoso e sempre pronto para um novo desafio. Ele é um soldado veterano da I Guerra Mundial. As vezes mostrado como da religião Batista, John não é sempre muito religioso, em contraste com a sua esposa Olívia.
- Olivia Walton
  - Atrizes: Michael Learned (temporadas 1–8), Patricia Neal (filme piloto)
  - Características: Enquanto John é o marido participativo e incisivo, Olivia é calma, paciente e esposa amorosa. Ela é de natureza gentil (disciplinadora quando preciso), e, como a vovó, uma devota da Igreja Batista, envolvida com atividades da Igreja. Por isso Olívia é sempre a primeira pessoa que motiva os outros a ajudar estranhos e amigos em dificuldades. No episódio piloto, as análises são feitas mais do pai do que dela.
- Zebulon Tyler "Vovô" Walton
  - Atores: Will Geer (temporadas 1–6), Edgar Bergen (filme piloto)
  - Característica: Vovô Walton (apelidado de "Zeb", como é chamado pela esposa Esther) passa seus dias ajudando John na serraria, ou então a pescar, cochilar ou ensinar e brincar com as crianças. Ainda trabalhando como seu filho, o Vovô é muito ativo, com uma personalidade vibrante e sábia. Veterano da Guerra com a Espanha (assim como o ator Will Geer na vida real), é um botânico amador. Ele morreu na temporada 6, em função do falecimento do ator Will Geer. Assim como Geer e Martha Corrinne, a morte dos atores levou ao mesmo destino os respectivos personagens na série, não sendo substituídos por outros.
- Esther "Vovó" Walton
  - Atriz: Ellen Corby (temporadas 1–5; 7)
  - Características: A vovó tem um temperamento forte e sempre briga pelo que acha certo. Assim como seu marido, ela também serve de conselheira para a família e os amigos. Ficou conhecida pela expressão "Good Lord!" ("Bom Deus!", geralmente dita em momentos de surpresa, indignação ou ambos) e "You old fool!" ("Você é um velho tolo!", quando quer provocar seu marido). Ela é a organista da igreja. Em 1977 a atriz Ellen Corby sofreu um derrame, que passou para a história da personagem da Vovó. Ela deixou de ser um personagem recorrente depois da última metade da quinta temporada.
- John "John Boy" Walton, Jr.
  - Atores: Richard Thomas (temporadas 1–5/convidado na 6), Robert Wightman (temporadas 8 & 9)
  - Características: John Walton, Jr., melhor conhecido como "John Boy", é o filho mais velho do casal John e Olivia. John Boy é um rapaz do campo e também um escritor e pensador, que escreve sobre sua família, amigos e as circunstâncias em torno deles. Geralmente dócil e um pouco quieto, John Boy revela por vezes possuir o mesmo temperamento do seu pai. Em várias ocasiões ele fica na defensiva ou frustrado. É muito conhecido por escrever em revistas e jornais. Tido como o protagonista da série, geralmente quem abre e fecha os episódios, narrados ao estilo de "flashback". Anos depois, ele se muda para Nova Iorque, se alista no exército e tem seus planos mudados. Em A Walton Wedding ele se casa com uma amiga escritora, Janet.
- Jason Walton
  - Ator: Jon Walmsley (temporadas 1–9)
  - Características: Jason é o segundo filho mais velho, um introvertido músico que passa os dias compondo canções para violão ou piano, algumas apresentadas no programa. No começo da terceira temporada, Jason entra para o Conservatório Musical de Kleinberg para aprender teoria muical e composição. Na temporada seguinte ele arruma um emprego como músico do bar local chamado Dew Drop Inn. Na quinta temporada, Jason entra para a Guarda Nacional Americana.
- Mary Ellen Walton
  - Atriz: Judy Norton Taylor (temporadas 1–9)
  - Característica: Mary Ellen é a terceira e a filha mais velha na linha por idade. Nas primeiras temporadas, ela é mostrada rebelde, imatura e um pouco masculinizada. David Doremus entra para a série como seu namorado "G.W." Haines. No início ela mantinha uma rivalidade com a garota rica da cidade, Martharose Coverdale, que disputava G.W. com ela. Na quinta temporada ela se casou com Curt Willard, o novo médico que chegou a cidade. Com seu casamento com Curt, ela perdeu algumas de suas características iniciais e se tornou mais madura. Na última temporada ela é vista com o professor de faculdade chamado "Jonesy".
- Erin Walton
  - Atriz: Mary Elizabeth McDonough (temporadas 1-9)
  - Características: Erin é muito próxima de sua irmã Mary Ellen. Erin é considerada a mais bonita da família, mas não gosta muito de estudar. Ela se apaixonou muitas vezes. Deixou a família para trabalhar para a senhora Fanny Tatum, como telefonista, na temporada 5, e mais tarde terminou seus estudos. Depois ela se tornaria secretária e encontraria Paul Northridge, com quem ela se casa. Paul e Erin depois se divorciaram.
- Ben Walton
  - Ator: Eric Scott (temporadas 1-9)
  - Característica: Ben gosta de se meter em encrencas e fazer dinheiro fácil, tendo sempre que ser repreendido pelo seu pai. Ele conhece Cindy, com quem tem dois filhos, Virginia e Charlie.
- Jim-Bob Walton
  - Ator: David W. Harper (temporadas 1-9)
  - Características: James Robert é o mais jovem dos meninos dos Walton, mais conhecido como Jim-Bob. Ele é fascinado por voo e quer ser piloto; contudo, a necessidade de usar óculos prejudica seus sonhos. Depois ele se torna um mecânico de motores e abre sua própria oficina. Ele é próximo da irmã Elizabeth e teve várias namoradas, incluindo a filha adotiva de Ike e Cora Beth, Aimee Godsey. Jim-Bob tinha um irmão gêmeo, Joseph Zebulon Walton, que morreu no nascimento.
- Elizabeth Walton:
  - Atriz: Kami Cotler (temporadas 1-9)
  - Características: Elizabeth ingressou criança na série e era uma adolescente quando esta se encerrou . Muito falante e sensível, é a melhor amiga de Aimee Godsey, e sempre é escolhida para ser a babá de seus primos.
- Corabeth Walton Godsey:
  - Atriz: Ronnie Claire Edwards (temporadas 3-9)
  - Característica: Era uma prima distante de John, que chegou à montanha logo após a morte da mãe. Se casa com o amigo Ike Godsey e ambos adotam uma filha, Aimee. O casamento foi sem amor e por conveniência para diminuir a solidão de ambos. Corabeth é excêntrica, aspirante a dama da sociedade e uma dona-de-casa insatisfeita. Corabeth é vítima frequente de alcoolismo, depressão e alguma infidelidade.

## Filmes para a televisão
- A Wedding on Waltons' Mountain, 22 de fevereiro de 1982
- Mother's Day on Waltons' Mountain, 9 de maio de 1982
- A Day for Thanks on Walton's Mountain, 22 de novembro de 1982
- A Walton Thanksgiving Reunion, 21 de novembro de 1993
- A Walton Wedding, 12 de fevereiro de 1995
- A Walton Easter, 30 de março de 1997

## Prêmios Emmy
The Waltons venceu o Emmy de melhor série dramática, em 1973. Também em 1973, Richard Thomas venceu o Emmy de melhor actor numa série dramática. Michael Learned venceu o mesmo prêmio como atriz do ano em 1973, 1974 e 1976. Ellen Corby também venceu por três vezes, como atriz coadjuvante em 1973, 1975 e 1976. Will Geer foi premiado como ator coadjuvante, em 1975. Beulah Bondi venceu em 1977, por atriz convidada de uma série.

## Fatos relevantes
No primeiro episódio da série, a família se reúne para ouvir o rádio e o programa é o The Edgar Bergen and Charlie McCarthy Show. É uma referência a Bergen que interpretara Zeb Walton no filme piloto (The Homecoming: A Christmas Story). Edgar Bergen foi um famoso ventriloquo que trabalhara com W. C. Fields nos programas radiofônicos.
- As irmãs Baldwin viviam como mãe e filha. Em 1962 num episódio de The Andy Griffith Show, apareceram duas irmãs semelhantes.
- Durante um discurso de janeiro de 1992, o ex-presidente George H. W. Bush mencionou que ele desejava fazer da família americana mais próxima dos Waltons e mais distante dos Simpsons ("make American families a lot more like the Waltons and a lot less like the Simpsons"). Num comercial, Bart Simpson respondeu que "We're just like the Waltons. We're praying for an end to the Depression, too." (Tradução aproximada: "Nós somos como os Waltons. Nós também oramos para a Depressão americana terminar".)
- A cidade da Montanha dos Waltons foi construida em área dos Warner Brothers Studios, mas a montanha era nos estúdios de Burbank, na Califórnia. Foi disfarçada para parecer uma montanha da Virgínia. A casa dos Waltons ainda é usada como cenário pela Warner Brothers. Ele aparece em Gilmore Girls, por exemplo.
- Nas eleições para governador no estado do Paraná, em 2006, o então candidato Rubens Bueno (PPS) fez uma crítica ao nepotismo do governador Roberto Requião, candidato à reeleição, utilizando o Palácio do Iguaçu como a casa dos Waltons, terminando com uma imitação do governador dizendo "Cala Boca"